# Roman Plachý
Roman Plachý (* 17. února 1958 Nymburk) je český výtvarník a pedagog.

## Život a vzdělání
Roman Plachý se narodil 17. února 1958 v Nymburce. Své první výtvarnické vzdělání získával v LŠU v Nymburce u profesora Choděry, pana učitele Duzbaby a paní učitelky Novákové. Mimoto chodil také na soukromé hodiny k akad. malíři Urbánkovi. Své umělecké vzdělání završil studiem na PF Ústí nad Labem, učitelství všeobecně vzdělávacích předmětů Rj a Vv. V minulosti vyučoval výtvarnou a občanskou výchovu v kolínském gymnáziu.

## Výstavy

### Samostatné výstavy
- 2006 – Galerie Via Kolín
- 2008 – Galerie Via Kolín

### Společné výstavy
- 1979 – Ústí nad Labem
- 1980 – Volgograd
- 1981 – Nymburk
- 1982 – Ústí nad Labem
- 1983 – Ústí nad Labem
- 1997 – Grunta
- 1999 – Most
- 2003 – Most
- 2006 – Most
- 2006 – Kolín
- 2009 – Kolín
- 2011 – Kolín